# クレナルカエオール
クレナルカエオール（Crenarchaeol、クレンアーキオール）は、グリセロールジビファンタニルグリセロールテトラエーテル（glycerol dibiphantanyl glycerol tetraether; GDGT）生物膜脂質である。独特のシクロヘキサン部分を有し、遠洋アンモニア酸化古細菌（ammonia-oxidizing archaea; AOA）に対する特異的バイオマーカーとして提唱されている。構造的には、細胞膜を通して延びる2つの長い炭化水素鎖からなり、それぞれがエーテル結合を介してグリセロールと結合して66員環構造を取っている。クレナルカエオールは環境中に何億年もの間保たれることができ、TEX86古水温計（ジュラ紀中期〔~160 Ma〕までの古気候を再建するために使われてきた海面温度のための温度指標）の一部である。

## 発見と分布
古細菌の膜はジアシル脂質の代わりにイソプレノイドGDGT類を含むため細菌および真核生物のものとは異なっている。GDGT膜脂質は極限環境古細菌の故郷である環境において存在した高温への適応であることが提唱されており、研究者らは沿岸水中で未知の古細菌GDGT類が検出された1997年に驚いた。未知のGDGT類は海底堆積物中での見出され、Cenarchaeum symbiosum（海綿と共生する海洋アンモニア酸化古細菌）からも単離された。
熱水環境の外でのGDGT類の発見に続いて、2002年に海底堆積物中およびC. symbiosum抽出物中の主要なGDGT成分としてクレナルカエオールが初めて同定された。化合物名はクレナルカエオールを生産するアンモニア酸化沿岸古細菌が属すると考えられていたクレン古細菌門（Crenarchaeota）に由来するが、Marine Group I Crenarchaeotaは異なるタウム古細菌門（Thaumarchaeota）であると提唱されている。

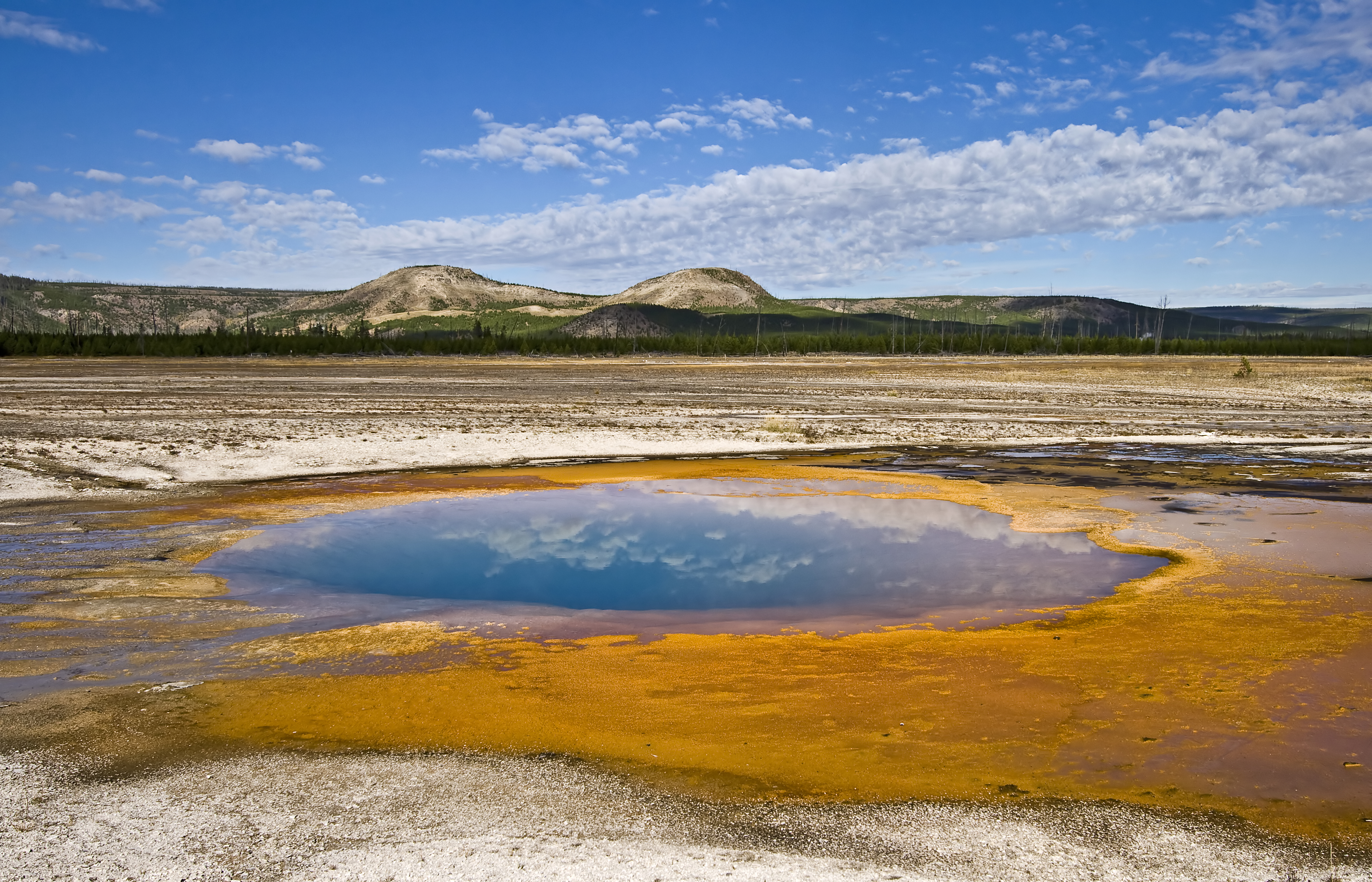
クレナルカエオールは最初は遠洋環境でのみ生産されると考えられていたが、研究者らはこの写真のような温泉を含む高温環境中に生息する古細菌によっても生産されることを発見した。

クレナルカエオールはタウム古細菌門（以前はMarine Group 1クレン古細菌門に分類されていた）に属するAOAによって生産される。海洋中熱水性C. symbiosumおよびNitrosopumilus maritimus、にやや好熱性のNitrososphaera gargensis、超好熱性のCandidatus Nitrosocaldus yellowstoniiの純粋培養によって生産されることが確かめられている。Ca. N. yellowstoniiおよびN. gargensisにおけるクレナルカエオールの発見は、クレナルカエオールが中熱性のタウム古細菌門に特有であるというそれ以前の意見の一致の反証となった。

### 論争
南太平洋環流中の古細菌系統群の深度分布のメタゲノム研究は、クレナルカエオールがタウム古細菌に限定されておらず、Marine Group II ユーリ古細菌によっても生産されていることを示唆している。しかしながら、Marine Group IIに属する古細菌はこれまでのところ培養されておらず、相反する環境データはクレナルカエオールがタウム古細菌に限定されているという仮説を支持し続けている。

## 生物学

### 化学と機能
他のGDGT類と同様に、クレナルカエオールは独特の疎水性および親水性領域を持つ膜脂質である。長い非極性炭化水素鎖が疎水性であるのに対して、エーテル結合したグリセロール頭部は極性で親水性である。ほとんどの生物において、細胞膜は脂質二重膜から構成される。リン脂質はそれらの疎水性、非極性炭化水素尾部を互いの方を向けて、それらの親水性、極性頭部が細胞質あるいは細胞外部の極性環境と交わるように外側を向けて配列している。この構造化は疎水効果によって促進される。GDGTsは2つの親水性頭部を持つため、細部膜中に二重層ではなく脂質単層を形成する。これが、GDGT生産古細菌を生命の全ての系統の中で例外的なものとしている。元々は、GDGT膜脂質は高温および酸性への生命の適応であると考えられていた。単層脂質の両側は二重膜の凝集を促進する弱い分子間力ではなく共有結合によって繋がれているため、典型的な二重膜よりも安定である。この仮説は、一部の極限環境細菌が独自の膜貫通エーテル結合型GDGT類似物質を合成するという観察結果によって支持される。GDGT類の環部分は超好熱条件への適応でもあるかもしれず、GDGTの炭化水素長鎖中の環の数は温度依存性がある。クレナルカエオールはその炭化水素鎖の一方に2つのシクロペンチル部分ともう一方に1つのシクロヘキシルおよび2つのシクロペンチル部分を有する。
しかしながら、クレナルカエオールや他のGDGT類が中熱水性環境中に生息する生物によって生産されるという発見は、超好熱適応仮説に疑問を投げ掛けた。クレナルカエオールの特有のシクロヘキシル部位は遠洋生活への適応であることが提唱されている。これは、シクロヘキシル部位が炭化水素鎖の一方に「よじれ」を生み出し、高温下では好まれるが穏和な温度下では好まれない膜脂質の密な充填を防ぐためである。

### 堆積物中での保存と分解
クレナルカエオールや他のGDGT類は適切な状況下では数億年間にわたって環境中で保たれうる。ほとんどのGDGT類は240 °Cから300 °Cで分解するため、300 °Cを超える温度までの加熱を受けた岩石中では見出されない。GDGT類は酸素に曝されると分解を受けるが、堆積物中のGDGT類の相対濃度は分解中でさえも同じままの傾向がある。これは、分解が異なるGDGT類の比に基づくTEX86のような指標を邪魔しないことを意味する。

### 海洋窒素循環
アンモニア酸化は窒素循環（様々な生物学的および無機的形態を通して窒素を循環させる生物地球化学的循環）の重要な部分である。AOAは海洋におけるアンモニア酸化の大半を占めることが示されており、したがって（AOA、特にタウム古細菌によって排他的に生産されると一般的に考えられている）クレナルカエオールはAOAおよびアンモニア酸化についての特異的バイオマーカーとして提唱されている。クレナルカエオール存在量はAOAの季節性大発生の跡を追うことが明らかにされており、AOA密度のための、そしてさらに広く見ればアンモニア酸化のための指標としてクレナルカエオール存在量を使うことが適切かもしれないことを示唆している。しかしながら、偏性アンモニア酸化菌ではないタウム古細菌の発見はこの結論を込み入らせており、ある研究はクレナルカエオールがMarine Group II ユーリ古細菌によって生産されているかもしれないことを示唆している。

### TEX86古水温計
GDGTの炭化水素鎖中の環の数は温度依存的であり、古代の海面温度（SST）を評価するための指標であるTEX86古水温計に対する根拠を提供する。TEX86古水温計はクレナルカエオールとその異性体の存在量の測定に依っている。クレナルカエオールは位置異性体を持ち、これは放射性炭素分析に基づくと他のイソプレノイドGDGT類と異なる起源を持っているかもしれない。この位置異性体は位置異性体が表層水中および遠洋性タウム古細菌の培養液中で少量であるため、可能性のある源としては底生古細菌とクレナルカエオールの続成作用がある。これにもかかわらず、TEX86計算からクレナルカエオールを除外すると、この古水温計の海面温度との相関は不明確となり、これはクレナルカエオール量がTEX86の必須要素であることを示している。

## 単離と測定
クレナルカエオールといったGDGT類は抽出と酸加水分解に続く高速液体クロマトグラフィー/大気圧化学イオン化質量分析法（HPLC/APCI-MS）を使って分析することができる。酸加水分解は極性頭部を分子から切り離し、非極性鎖が残る。これがクロマトグラフィーのために必要である。様々な抽出技術がGDGT類に有効であることが実証されてきた。1つの一般的な手法はメタノールを使った超音波による抽出と続くジクロロメタン溶媒による洗浄である。GDGT類は特徴的な [M + H]+ - 18および [M + H]+ - 74 イオンを持ち、クレナルカエオールではそれぞれ1218および1172 Daである。GDGT類の相対量はそれらの特徴的なイオンのピーク面積を積分することによって決定できる。